# Фолклендці
Фолклендці, фолклендські острів'яни (англ. Falkland Islanders), або мальвінці (ісп. Malvineros або Malvinenses) — основне населення Фолклендських (Мальвінських) островів.

## Ідентичність
Острів'яни — переважно британці, хоч і з власними особливостями: 
Британські культурні, економічні, соціальні, політичні та освітні цінності створюють унікальні, подібні Британії, Фолклендські острови. Але остров'яни помітно відрізняються від своїх співгромадян, які проживають в Сполученому Королівстві. Це, можливо, через географічну ізоляцію або через життя на меншому острові — можливо, так само, як британський народ не відчуває себе європейським. (Льюїс Кліфтон, ОБІ, спікер Законодавчої ради Фолклендських островів)
Вони також вважають, що нічим не відрізняються від інших іммігрантських країн, включаючи сусідніх країн Південної Америки: 
Ми такі ж люди як в Аргентині, Уругваї, Бразилії та Чилі та багатьох інших країнах Південної Америки, жителями яких є переважно європейського, корінного або африканського походження. (Радник Законодавчої ради Фолклендських островів Майк Саммерс, ОБІ)